# MG-280

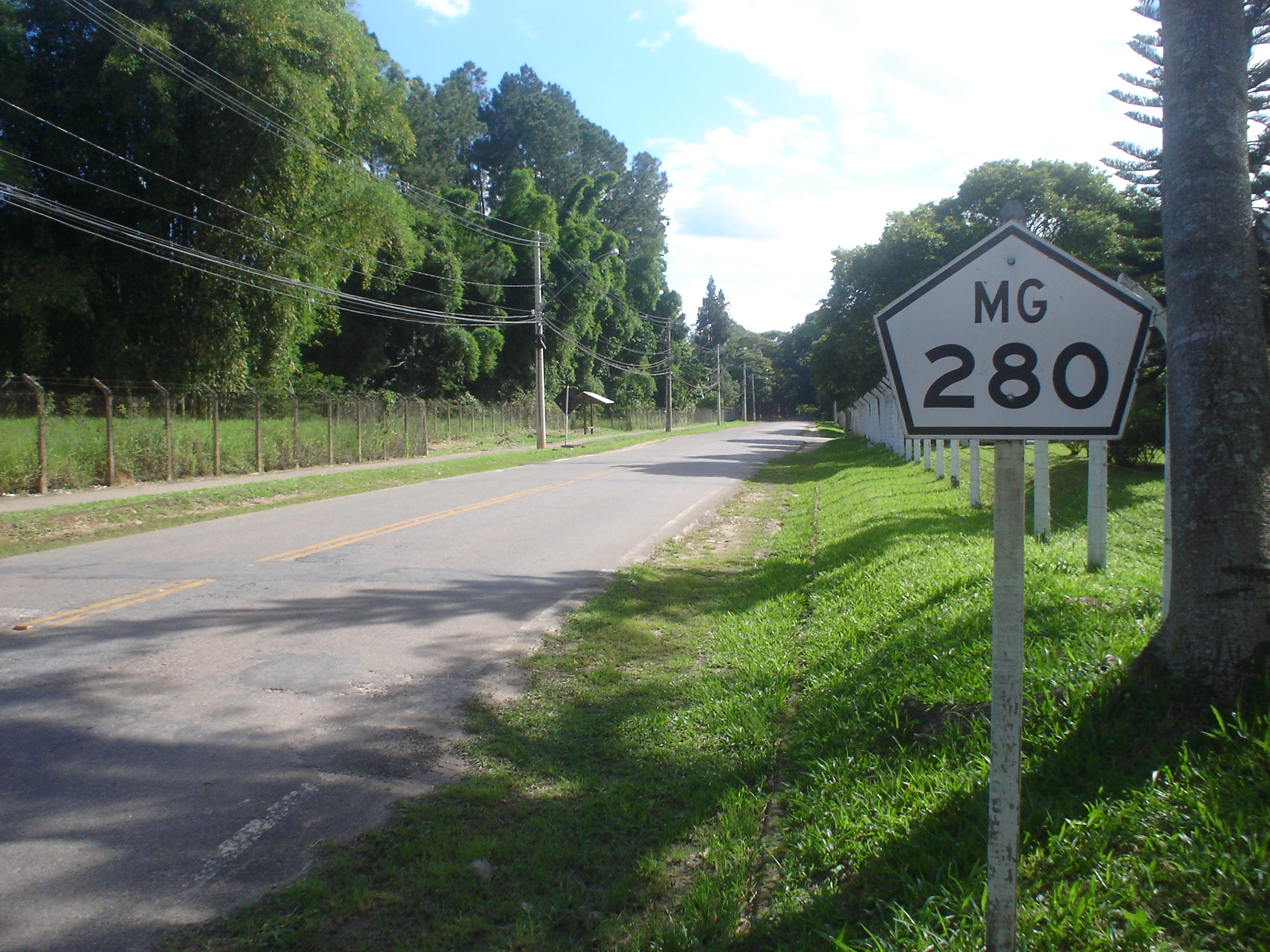
Trecho inicial da rodovia MG-280 no município de Viçosa.

A MG-280 é uma rodovia brasileira do estado de Minas Gerais. Pela direção e sentido que ela percorre, é considerada uma rodovia transversal. A rodovia MG-280 liga a cidade de Viçosa, à rodovia MG-132, no município de Alto Rio Doce. Ela tem 91 km de extensão, dos quais estão asfaltados o trecho que vai do início da rodovia até Paula Cândido, com 24 km, e o trecho de 12 km compartilhado com a MG-124 entre Divinésia e Senador Firmino. A rodovia está localizada na Mesorregião da Zona da Mata e passa pelos municípios de Viçosa, Paula Cândido, Divinésia, Senador Firmino, Dores do Turvo e Alto Rio Doce.